# Cephalophus natalensis
O cabrito-vermelho ou mangul  (Cephalophus natalensis) é um pequeno antílope encontrado na Tanzânia, Malawi, Moçambique e África do Sul.
Duas subspécies são descritas:
- Cephalophus natalentis harveyi (Thomas, 1893)
- Cephalophus natalensis natalensis A. Smith, 1834